# Stora Ers vatten
Stora Ers vatten är en sjö i Öckerö kommun i Bohuslän och ingår i Göta älv-Bäveåns kustområde. Stora Ers vatten ligger i Sälöfjorden Natura 2000-område.